# منطقه ۳۹ (قطر)
منطقه ۳۹ یک منطقهٔ مسکونی در قطر است که در دوحه (شهرداری) واقع شده‌است. منطقه ۳۹ ۲٫۷ کیلومتر مربع مساحت و ۲۳٬۸۵۳ نفر جمعیت دارد.